# 415 Palatia
415 Palatia eller 1896 CO är en asteroid i huvudbältet, som upptäcktes 7 februari 1896 av den tyske astronomen Max Wolf. Den är uppkallad efter Kurpfalz.
Asteroiden har en diameter på ungefär 83 kilometer.